# إيغاراسو
إيغاراسو هي بلدية في البرازيل، تقع في بيرنامبوكو، بلغ عدد سكانها 102,021  نسمة وذلك حسب إحصائيات سنة 2010، تبلغ مساحتها 305.56 كيلومتر مربع.

## أعلام
- روفيرزيو